# 露比·莫汀
露比·懷爾德·李維拉·莫汀（英語：Ruby Wylder Rivera Modine，1991年6月20日—），美國女演員、舞蹈家和歌手，知名作品如電視劇《無恥之徒》（2016年至2017年）、電影《忌日快樂》（2017年）以及續集《祝你忌日快樂》（2019年）。在音樂界為露比·莫汀有病（Ruby Modine and the Disease）樂團的主唱。

## 早期生活
露比·莫汀出生於加利福尼亚州洛杉磯，化妝師兼服裝設計師卡里達·李維拉（Caridad Rivera）與演員馬修·莫汀的女兒。母親是波多黎各人，莫汀的兄弟波曼（Boman）是電影助理導演。

## 作品列表

### 電影
| 年份 | 標題             | 角色              | 附註 |
| ---- | ---------------- | ----------------- | ---- |
| 2008 | 《米芽米咕人》   | 橋上的女孩        | 配音 |
| 2012 | 《某人》（Somebody）     | 某人（Somebody）          | 短片 |
| 2016 | 《超級性愛》     | 茱麗葉（Julie）        | 短片 |
| 2017 | 《中央公園》     | 賽莎（Sessa）          |      |
| 2017 | 《忌日快樂》     | 蘿莉·史賓格勒（） |      |
| 2019 | 《祝你忌日快樂》 | 蘿莉·史賓格勒（） |      |
| 2019 | 《撒旦的恐慌》   | 茱蒂（Judi）          |      |
| 2021 | 《生存主義者》   | 莎拉·史崔特（Sarah Street）   |      |
| 2021 | 《在路上》       | 莉莉（Lily）          |      |
| 2022 | 《我的婚姻之戀》 | 妮娜（Nina）          | 配音 |
| 2022 | 《美國》（Americana）     | 莉莉-蘿絲（Lily-Rose）     | 短片 |
| 2023 | 《雪山驚魂》     | 莎蓮娜（Serena）        |      |

### 電視
| 年份      | 標題               | 角色              | 附註 |
| --------- | ------------------ | ----------------- | ---- |
| 2015      | 《吉普賽人》（Gypsi）   | 伊登·勒克魯瓦（Eden LeCroix） | 2集  |
| 2016–2017 | 《無恥之徒》       | 塞拉·莫頓（Sierra Morton）     | 21集 |
| 2020      | 《上帝加我为好友》 | 安娜（Anna）          | 1集  |
| 2022      | 《外來者》（The Exodite）     | 拉科馬（Lako'ma）        | 3集  |

## 外部連結
- 官方网站
- 露比·莫汀在互联网电影资料库（IMDb）上的資料（英文）